# Церковь Святого Антония (Лиссабон)
Церковь Святого Антония, Санту-Антониу (порт. Igreja de Santo António) — католическая церковь в Лиссабоне, построенная на месте, где согласно традиции стоял дом, в котором родился святой Антоний Падуанский (в португальской традиции Антоний Лиссабонский, порт. Santo António de Lisboa).

## Общее описание
Церковь расположена в историческом районе Алфама, непосредственно соседствует с западной стороны с кафедральным собором города. Церковь действующая, входит в состав архиепархии Лиссабона. В храме служат священники из ордена францисканцев.
Церковь однонефная, богато декорирована с использованием мрамора. В интерьере церкви выделяются несколько статуй и картин, изображающих чудеса, совершённые святым Антонием. В крипте церкви можно видеть фрагменты фундамента старинного дома. Считается, что это остатки фундамента родного дома Антония Лиссабонского. В крипте храма молился папа Иоанн Павел II во время своего визита в Португалию в 1982 году.
Рядом с церковью находится музей Святого Антония, экспонирующий коллекцию скульптуры, живописи, керамики, книг и прочих предметов, связанных с именем Антония Лиссабонского.

## История

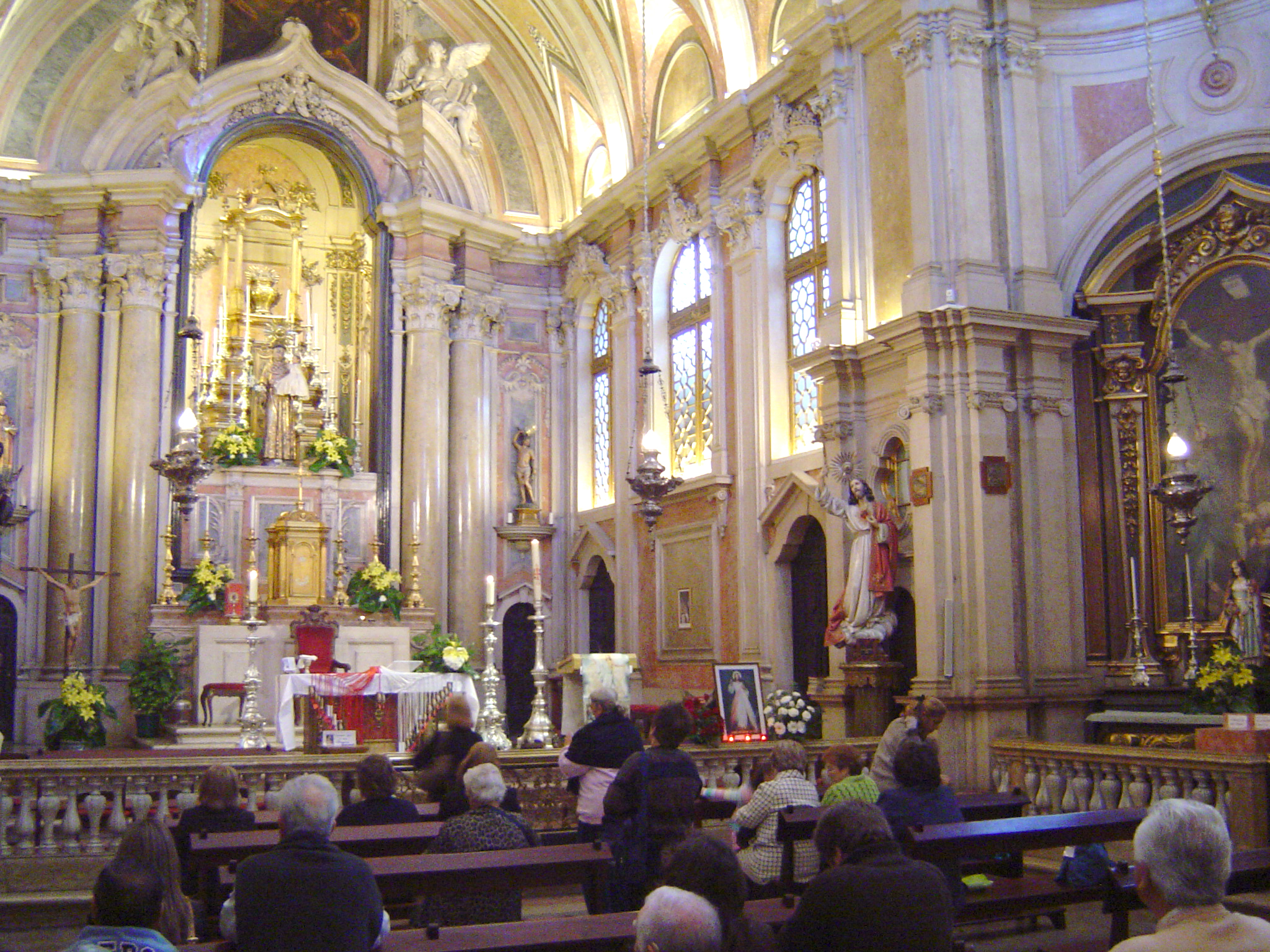
Интерьер церкви

Святой Антоний (настоящее имя Фернанду де Бульоеш, порт. Fernando de Bulhões) родился в Лиссабоне в 1195 году. Он стал одним из самых известных францисканцев и одним из самых знаменитых католических проповедников. Широкая слава привела к тому, что он был канонизирован уже через год после смерти в 1232 году. Считается покровителем Лиссабона.
Дом, в котором родился святой, не сохранился; однако с давних времён местное предание считает, что этот дом стоял к западу от кафедрального собора. Первая часовня на этом месте была построена уже в XV веке. В начале XVI века она была перестроена в небольшую церковь, в тот же период при церкви создано религиозное братство Святого Антония порт. Irmandade de Santo António).
В 1730 году при короле Жуане V, церковь была реконструирована и расширена. В 1755 году катастрофическое Лиссабонское землетрясение, стеревшее с лица земли большую часть города, разрушило и церковь Святого Антония. Двумя годами позже началось строительство нового здания церкви, законченное в 1767 году. Храм был построен в стиле барокко по проекту архитектора Матеуша Висенте де Оливейра.
После восстановления церкви зародилась традиция ежегодных торжественных процессий из церкви Санту-Антониу по кварталу Алфама 13 июня, в день Святого Антония.